# Repubblica Socialista Sovietica Lettone
La Repubblica Socialista Sovietica Lettone o RSS Lettone (in lettone Latvijas Padomju Sociālistiskā Republika; in russo Латвийская Советская Социалистическая Республика?, Latvijskaja Sovetskaja Socialističeskaja Respublika), fu una delle repubbliche dell'Unione Sovietica.
Istituita il 21 luglio 1940, mentre nel resto del continente imperversava la seconda guerra mondiale, come stato fantoccio sovietico sul territorio della Repubblica di Lettonia precedentemente indipendente dopo che era stato occupata il 17 giugno 1940 dall'Armata Rossa, in conformità con i termini del patto Molotov-Ribbentrop del 23 agosto 1939.
A seguito della dichiarazione di Welles del 23 luglio 1940, l'annessione degli Stati baltici all'Unione Sovietica il 5 agosto 1940 non fu riconosciuta come legittima dagli Stati Uniti, dalla Comunità europea, e la tredicesima, quattordicesima e quindicesima repubblica nominale costituente dell'URSS furono riconosciute quali occupate. Il territorio della Lettonia fu successivamente invaso dalla Germania nazista nel giugno-luglio 1941, prima di essere riconquistato dai sovietici nel 1944-1945. Ad ogni modo, la Lettonia continuò ad esistere come paese indipendente de iure per un certo numero di nazioni, le quali continuarono a riconoscere diplomatici e consoli lettoni come funzionari facenti funzione in nome dei loro ex governi.
Il periodo sovietico terminò in concomitanza con la dissoluzione dell'URSS. Il primo parlamento liberamente eletto della RSS Lettone approvò una dichiarazione "Sul ripristino dell'indipendenza della Repubblica di Lettonia" il 4 maggio 1990, convertendo il nome ufficiale del Paese in Repubblica di Lettonia. La piena indipendenza della Repubblica di Lettonia avvenne il 21 agosto 1991, mentre il putsch di agosto era in corso, e in seguito riconosciuta dall'Unione Sovietica il 6 settembre dello stesso anno.

## Premesse e costituzione della RSS Lettone nel 1940

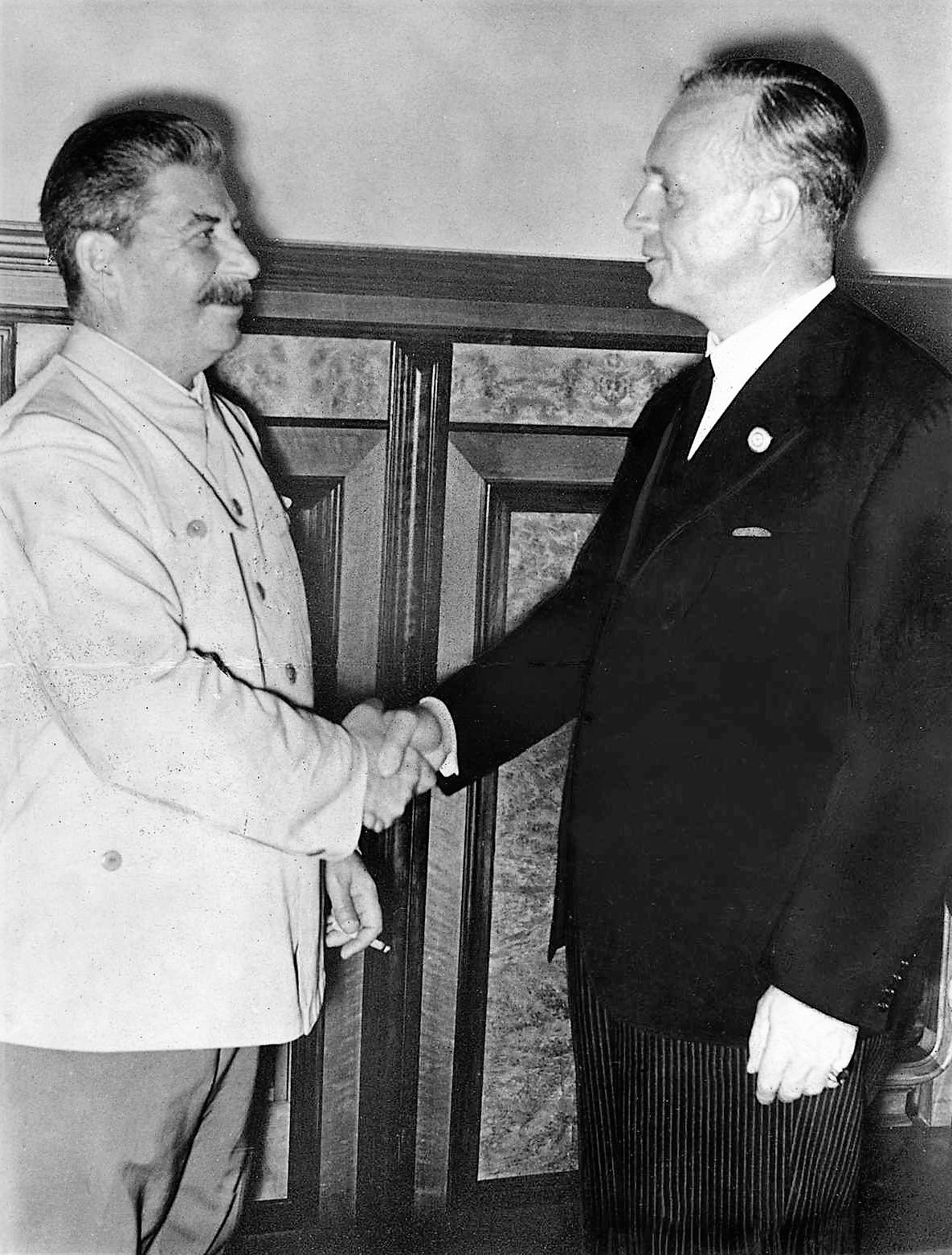
Iosif Stalin e Joachim von Ribbentrop

Il 24 settembre 1939, l'URSS entrò nello spazio aereo dell'Estonia, effettuando numerose operazioni di raccolta di informazioni. Il 25 settembre Mosca chiese all'Estonia di firmare un trattato di mutua assistenza che avrebbe consentito all'URSS di stabilire basi militari e di stazionare truppe sul territorio dei baltici. La Lettonia fu la prossima nel piano previsto dai sovietici, tanto che di lì a poco l'URSS presentò una richiesta simile a Riga. Il governo autoritario di Kārlis Ulmanis accettò l'ultimatum posto tra le condizioni da Stalin, firmando il trattato di mutua assistenza sovietico-lettone il 5 ottobre 1939. Il 16 giugno 1940, quando l'Armata Rossa era già giunta in Lituania, fu imposto un nuovo ultimatum affinché si stipulasse un'ulteriore intesa: i lettoni cedettero alla richiesta e la accettarono il 17 giugno.
Il ministro degli esteri sovietico Vjačeslav Molotov accusò la Lettonia e gli altri due stati baltici di aver dato vita a una cospirazione militare contro l'Unione Sovietica, spingendo dunque, per tutta risposta, Mosca a chiedere nuove concessioni, tra cui la sostituzione degli esecutivi eletti con alcuni nuovi, "determinati" a "soddisfare" i trattati di amicizia "in maniera sana" e la facoltà di insediare un numero illimitato di truppe nei tre paesi. Centinaia di migliaia di soldati sovietici fecero il loro ingresso in Estonia, Lettonia, Lituania: il numero superava di gran lunga tutte le unità a disposizione da parte degli eserciti baltici.
Il governo di Ulmanis decise che, considerato l'isolamento internazionale e la schiacciante superiorità sovietica sia ai confini che già sul suolo nazionale, fosse meglio evitare spargimenti di sangue e impegnarsi in una guerra impossibile da vincere. L'esercito lettone non sparò alcun un colpo e venne rapidamente smantellato dalle epurazioni e accorpato all'Armata Rossa.
Il governo di Ulmanis si dimise e fu sostituito da un governo di sinistra creato su istruzioni dell'ambasciata dell'URSS. Fino all'elezione del Parlamento del Popolo del 14-15 luglio 1940, non ci furono dichiarazioni pubbliche sui piani governativi di adesione alle politiche comuniste o all'Unione Sovietica. Subito dopo l'occupazione, il Partito Comunista di Lettonia divenne l'unica formazione politica legittimata a partecipare alle elezioni e presentò di lì a poco il "Blocco dei lavoratori". Il tentativo da parte di altri esponenti di includere il blocco democratico (un'alleanza di tutti i partiti lettoni vietati, tranne il Partito socialdemocratico dei lavoratori) di potersi inserire nella lotta per il potere fallì. Gli uffici della coalizione furono chiusi, i volantini elettorali confiscati e i leader principali arrestati.
Gli stessi risultati elettorali furono palesemente truccati; il servizio stampa sovietico li emise così presto che apparvero su un giornale di Londra 24 ore prima della chiusura delle urne.
Il neoeletto parlamento popolare si riunì il 21 luglio per dichiarare la costituzione della RSS Lettone e richiedere l'ammissione all'Unione Sovietica lo stesso giorno. Un tale cambiamento nell'ordine costituzionale di base dello stato era illegittimo ai sensi della Costituzione della Lettonia, perché poteva essere emanato solo dopo un plebiscito con l'approvazione di due terzi dell'elettorato. Il 5 agosto, il Soviet Supremo dell'Unione Sovietica ultimò il processo di annessione accettando la petizione lettone e incorporò formalmente la Lettonia nell'Unione Sovietica.
Alcuni diplomatici lettoni rimasero in Occidente e il servizio diplomatico lettone continuò a sostenere la causa della libertà della Lettonia per i successivi 50 anni.
Seguendo il modello sovietico, il vero potere nella repubblica era nelle mani del Primo Segretario del Partito Comunista di Lettonia, mentre il capo titolare della Repubblica (il Presidente del Presidium del Soviet Supremo) e il capo dell'esecutivo (il presidente del Soviet dei ministri) erano in posizioni subordinate. Alla luce di quanto detto, la storia della Lettonia sovietica può suddividersi nei periodi di governo dei primi segretari: Jānis Kalnbērziņš, Arvid Pel'še, Augusts Voss, Boris Pugo.

## Mandato di Kalnbērziņš, 1940-1959

### L'annus horribilis (1940-1941)

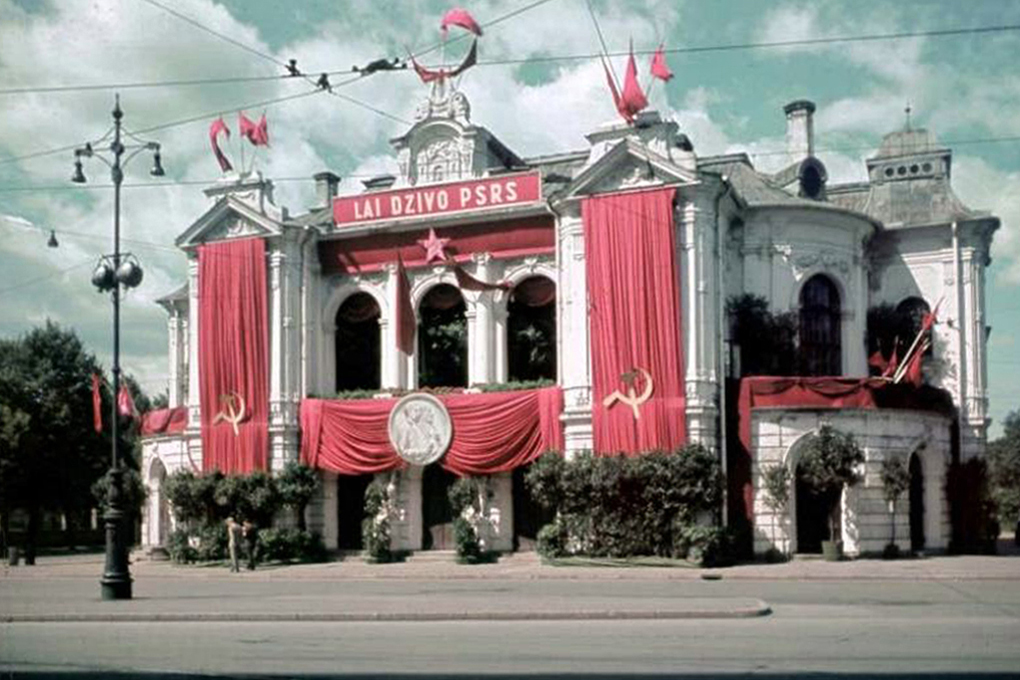
Il teatro nazionale, sede del Parlamento del popolo nel 1940

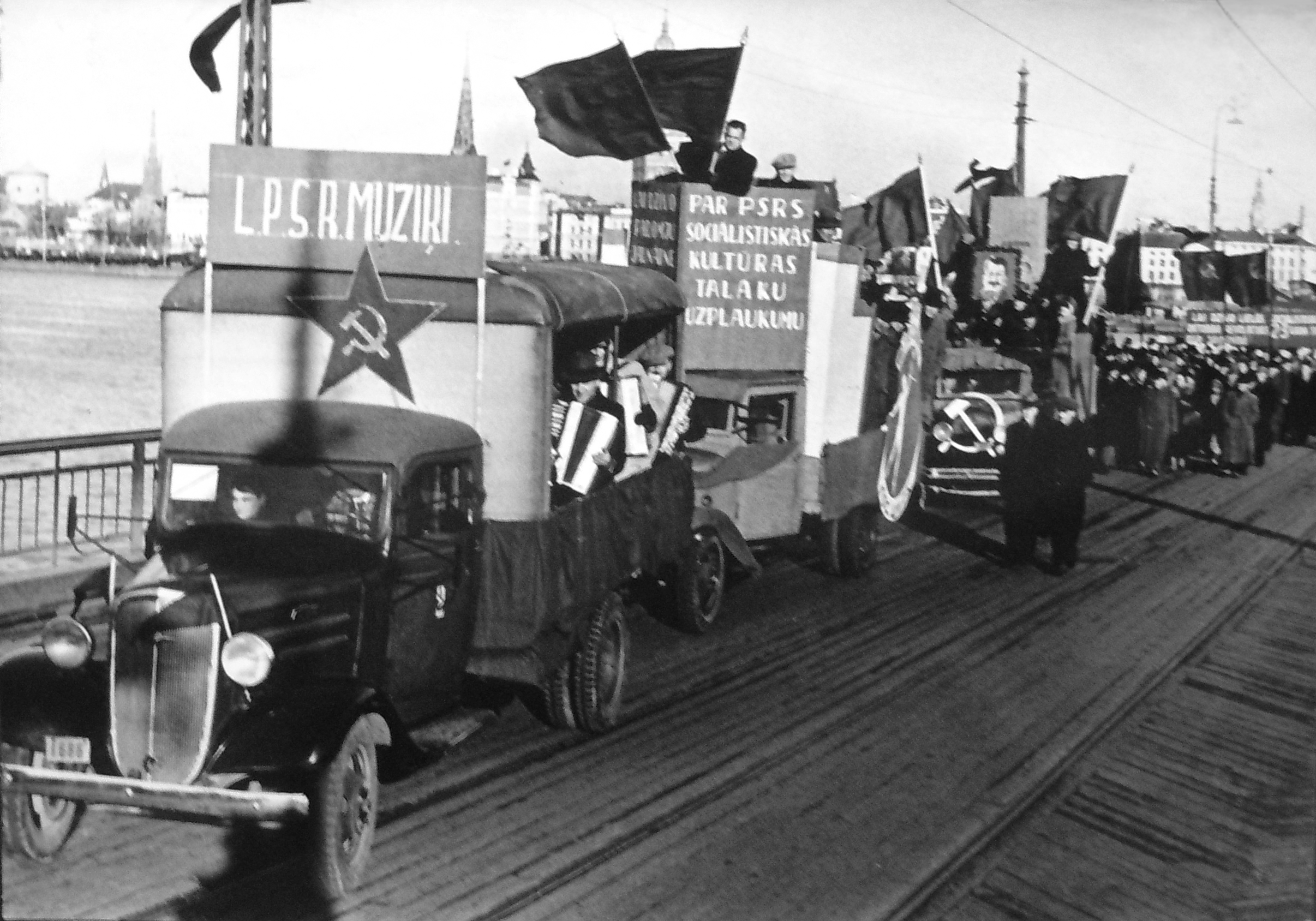
Manifestazione a Riga il 7 novembre 1940

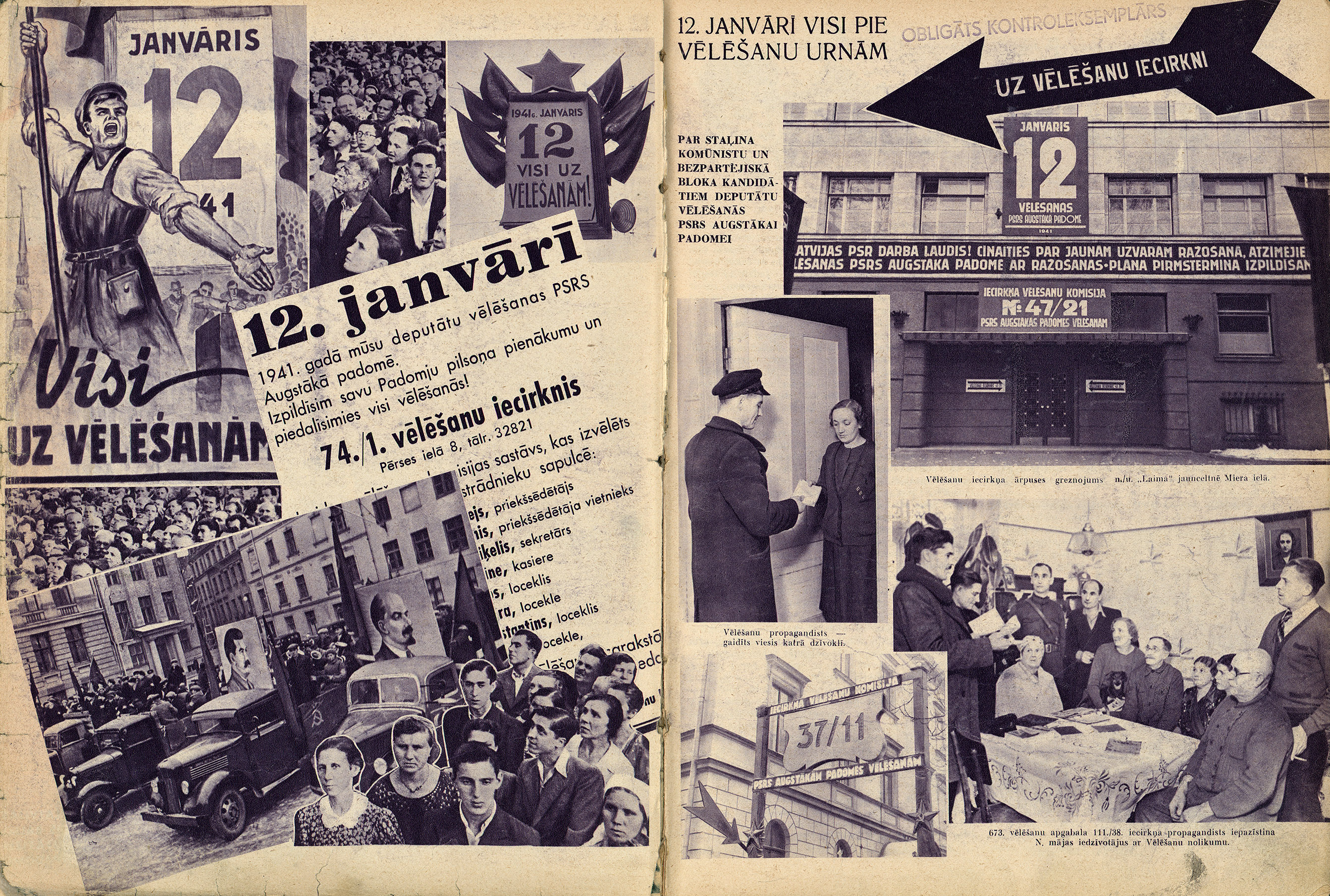
Manifesto dell'elezione sovietica suprema della SSR lettone il 12 gennaio 1941

Nella seconda metà del 1940 si introdussero la Costituzione sovietica e il codice penale (sulla scia di quello russo). Alle elezioni del luglio 1940 seguirono quelle del Soviet Supremo dell'Unione Sovietica nel gennaio 1941. I tedeschi del Baltico rimanenti e chiunque potesse affermare di esserlo emigrarono nel Reich teutonico.
Il 7 agosto 1940 si procedette a nazionalizzare tutte le testate giornalistiche e le tipografie: la maggior parte dei quotidiani e delle riviste esistenti furono interrotti o apparvero con nuovi nomi sovietici. Nel novembre 1940 iniziò la messa al bando dei libri, provvedimento che portò a stilare una lista nera di 4.000 testi. In contemporanea, avvennero arresti e deportazioni di alcuni personaggi dell'élite lettone (ad esempio lo scrittore Aleksandrs Grīns), mentre altri, come Jānis Sudrabkalns, si piegarono alla propaganda e incominciarono a comporre opere filo-staliniste.
Poiché la Lettonia aveva attuato una radicale riforma agraria dopo l'indipendenza, la maggior parte delle aziende agricole era troppo piccola per essere nazionalizzata. Mentre le voci di un'imminente collettivizzazione furono ufficialmente smentite nel 1940 e 52.000 contadini privi di terra ricevettero piccoli appezzamenti fino a 10 ettari all'inizio del 1941. Le piccole dimensioni dei terreni, l'imposizione delle quote di produzione e le tasse elevate fecero sì che ben presto gli agricoltori indipendenti sarebbero andati incontro al fallimento e avrebbero dovuto abbracciare l'ipotesi di costituire aziende agricole collettive.
Gli arresti e le deportazioni in Unione Sovietica cominciarono ancor prima che la Lettonia diventasse ufficialmente una repubblica socialista. In principio, si trasferirono coattivamente esponenti politici e militari più importanti come il presidente Kārlis Ulmanis, il ministro della Guerra Jānis Balodis e il capo dell'esercito Krišjānis Berķis che furono arrestati nel luglio 1940. L'NKVD arrestò inoltre la maggior parte dei rifugiati bianchi spostatisi in Lettonia. Ben presto le purghe toccarono i vertici del governo fantoccio quando il ministro della salute Jūlijs Lācis venne arrestato.
La prima occupazione sovietica è passata alla storia in Lettonia come Baigas gads, ovvero anno terribile.

### Deportazioni del 14 giugno
All'inizio del 1941, Mosca iniziò a pianificare la deportazione di massa di "elementi antisovietici" dalle repubbliche baltiche. In preparazione, il generale Ivan Serov, vice commissario del popolo per la pubblica sicurezza dell'Unione Sovietica, firmò le istruzioni omonime, "[disposizioni riguardo] alla procedura di esecuzione delle deportazioni di elementi antisovietici da Lituania, Lettonia ed Estonia". Nella notte tra il 13 e il 14 giugno 1941, 15.424 abitanti della Lettonia - inclusi 1.771 ebrei e 742 di etnia russa - furono deportati in gulag e insediamenti speciali, principalmente in Siberia. Tra i deportati figuravano ex politici, ricchi uomini d'affari, agricoltori, poliziotti, membri dell'Aizsargi (un'organizzazione paramilitare lettone) e esponenti di spicco delle ONG e persino filatelisti o studiosi dell'esperanto, considerati soggetti inaffidabili. Circa 600 ufficiali lettoni andarono incontro all'arresto nella vase militare di Litene, molti dei quali furono giustiziati sul posto. La stessa sorte toccò a svariati prigionieri politici, fucilati in maniera frettolosa nel corso della ritirata sovietica dopo l'attacco tedesco del 22 giugno 1941. Tra le 30.000 e le 35.000 persone (1,8% della popolazione lettone) furono deportate durante la prima occupazione sovietica. Tra coloro che dovettero abbandonare il Paese rientrarono anche migliaia di ebrei lettoni: i trasferimenti raggiunsero quota 131.500 se si considerano anche la Lituania e l'Estonia.
Alcuni cittadini preferirono evitare un simile destino e nascondersi da amici o nelle foreste. Di lì a poco, molti lettoni diedero luogo a piccole unità di guerriglia che attaccarono i soldati dell'Armata Rossa in ritirata e accolsero i tedeschi con la bandiera della Lettonia indipendente.

### Seconda guerra mondiale (1941-1945)

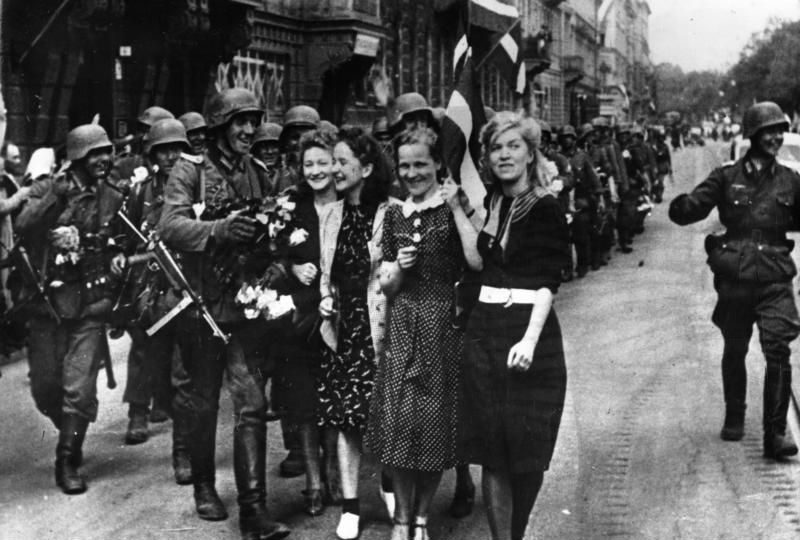
Donne lettoni accolgono i soldati tedeschi a Riga il 1 luglio 1941

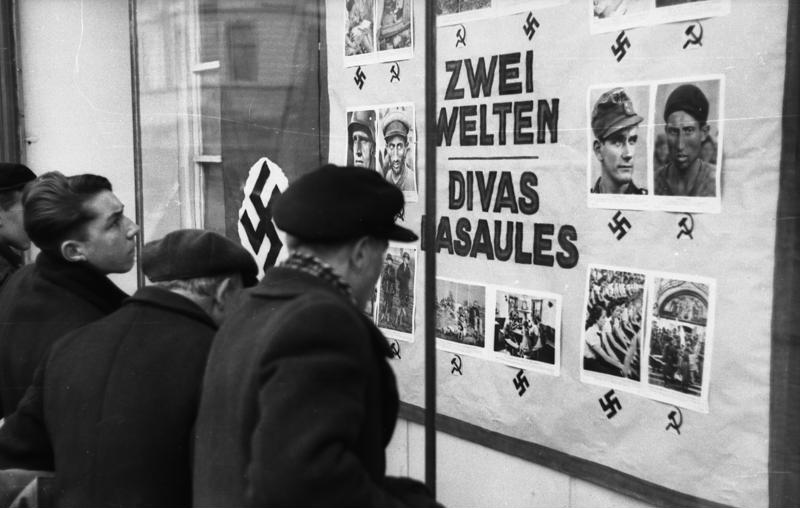
Manifesto propagandistico nazista di carattere antisemita e anticomunista intitolato "Due Mondi", estate 1941

L'operazione Barbarossa, lanciata una settimana più tardi, interruppe i piani in corso volti a trasferire diverse centinaia di migliaia di altri baltici: le truppe naziste occuparono Riga il 1 luglio 1941.
Durante la fase di transizione, i lettoni diedero forma a due organismi che tentarono di ripristinare la Lettonia indipendente: il Comitato Centrale Lettone e il Consiglio di Stato Provvisorio.
Immediatamente dopo l'insediamento dell'autorità nazista, iniziò un processo di eliminazione della comunità ebraica e gitana, con molti omicidi avvenuti a Rumbula.
Gli omicidi furono commessi dall'Einsatzgruppe A, dalla Wehrmacht e dai Marines (a Liepāja), nonché da collaborazionisti lettoni, inclusi i 500-1.500 membri del Commando Arājs (che da soli uccisero circa 26.000 ebrei) e 2.000 o più baltici della SD. Alla fine del 1941 quasi l'intera popolazione ebraica fu uccisa o collocata in campi di sterminio. Inoltre, circa 25.000 ebrei giunsero dalla Germania, dall'Austria e dall'odierna Repubblica Ceca, di cui circa 20.000 furono uccisi. L'Olocausto causò 85.000 vittime in Lettonia, la stragrande maggioranza delle quali semiti.
Un discreto numero di lettoni, inferiore ai collaboratori nazisti o ai filo-indipendentisti, resistette all'occupazione tedesca agendo in due tronconi separati: uno coordinato direttamente dalla Lettonia e un altro supervisionato da Mosca (il Movimento Partigiano Lettone). Il comandante lettone fu Arturs Sproģis.
I nazisti pianificarono di germanizzare i paesi baltici ipotizzando il trasferimento di circa 520.000 coloni tedeschi dopo la guerra. Nel 1943 e 1944 furono create due divisioni della Legione lettone attraverso una mobilitazione forzata che confluirono nelle Waffen-SS in lotta con l'Armata Rossa che stava avanzando verso ovest.

### Rioccupazione sovietica e ripristino delle politiche staliniste (1945-1953)

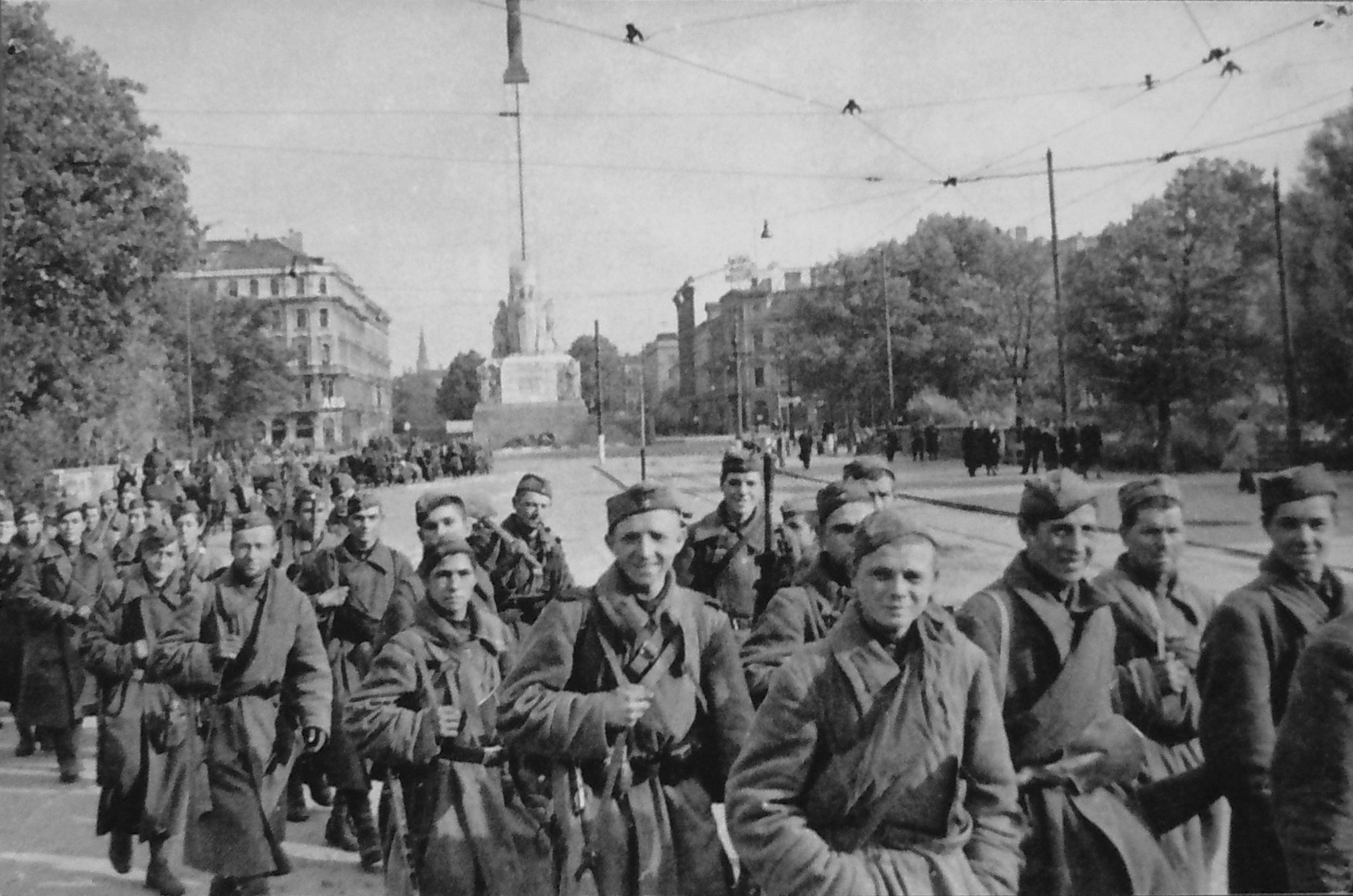
Soldati sovietici a Riga, ottobre 1944

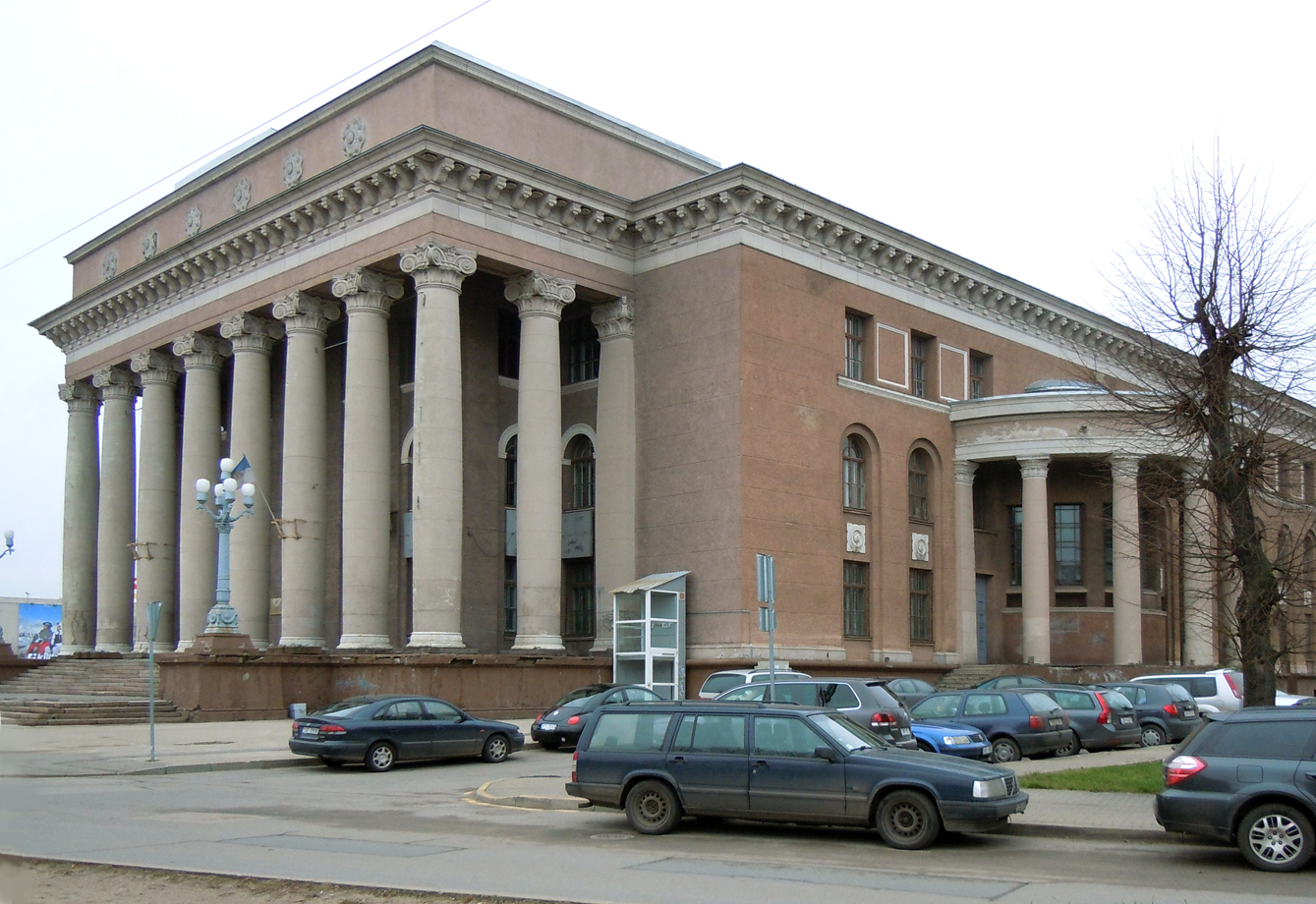
Palazzo della cultura VEF

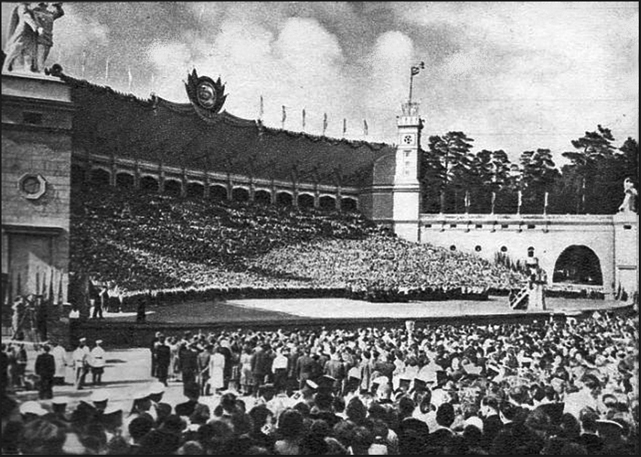
Festival di canti e danze, 1955

A metà del 1944, quando l'operazione Bagration interessò da vicino la Lettonia, si verificarono intensi combattimenti tra le truppe tedesche e sovietiche che si conclusero con uno stallo e con la formazione della sacca di Curlandia: in tale frangente, circa 130.000 lettoni riuscirono a fuggire in Svezia e Germania.
Nel corso del conflitto, entrambe le forze di occupazione arruolarono i lettoni nei loro eserciti, aumentando in questo modo il computo delle vittime nazionali. In Curlandia, le unità della Legione lettone si opposero ai compatrioti affiliati all'Armata Rossa.
In totale, la Lettonia perse circa il 20% della sua popolazione per via della seconda guerra mondiale. A coincidere con una modifica demografica fu quella territoriale, in quanto nel 1944 parte del distretto di Abrene, circa il 2% del territorio della Lettonia, passò alla RSFS Russa.
Nel 1944 i sovietici si mossero in fretta per ripristinare la propria sovranità. Dopo aver ristabilito il controllo militare sul paese, nel febbraio 1946 si tennero le elezioni del Soviet Supremo dell'Unione Sovietica, seguite, nel febbraio 1947, da quelle del Soviet Supremo lettone e, infine, nel gennaio 1948 le nomine dei Soviet locali.

#### Resistenza lettone
Dopo la resa tedesca divenne lampante che le forze sovietiche non si sarebbero ritirate, motivo per cui i partigiani filo-indipendentisti lettoni non abbassarono le armi e si prodigarono per contrastare con le armi l'Unione Sovietica. Nella fase in cui si contavano più guerriglieri, circa 10.000-15.000 in unità non rispondenti ad un comando centrale, i combattimenti contro l'NKVD e i rappresentanti del governo sovietico avvenivano in operazioni di guerriglia e di sabotaggio. I Fratelli della foresta consistevano non solo degli ex legionari o sostenitori tedeschi, ma anche di uomini che cercavano di evitare la coscrizione sovietica, inclusi contadini espropriati o addirittura preti e studenti che scrivevano e distribuivano volantini patriottici e fornivano rifugio ai partigiani. Molti immaginavano che una nuova guerra tra le potenze occidentali e il Blocco orientale fosse imminente e si aspettavano che la Lettonia sarebbe stata presto liberata. Dopo le deportazioni e la collettivizzazione del 1949, il movimento di resistenza diminuì drasticamente, con gli ultimi pochi rivoltosi che si arresero nel 1956, quando fu offerta l'amnistia. L'ultimo a imbracciare le armi fu Jānis Pīnups, celatosi nel verde fino al 1995.

#### Deportazioni del 1949
I primi anni del dopoguerra furono segnati da eventi particolarmente repressivi per la nazione lettone. 120.000 abitanti locali, rei di non simpatizzare per il regime, furono imprigionati o deportati nei gulag. Coloro che riuscirono a sfuggire alla cattura, il più delle volte scomparivano nelle foreste e si univano ai Fratelli della foresta.
Il 25 marzo 1949, 43.000 residenti per lo più contadini ("kulaki") e patrioti lettoni dovettero partire per la Siberia e il Kazakistan settentrionale nell'ambito dell'imponente Operazione Priboi, il cui scopo era reprimere le ribellioni in tutti e tre gli Stati baltici: l'autorizzazione a procedere fu disposta da Mosca già il 29 gennaio 1949. Il 10% dell'intera popolazione baltica in età adulta venne deportata o inviata nei campi di lavoro.

### Collettivizzazione
Nel dopoguerra, in Lettonia come altrove si impose il sistema agricolo sovietico e l'infrastruttura economica sviluppata negli anni '20 e '30 subì mutamenti irreversibili. Le fattorie appartenenti ai rifugiati andarono incontro alla confisca, i sostenitori tedeschi subirono una notevole riduzione dei loro possedimenti in favore di una "demanializzazione" del territorio sottratto. Chi non apparteneva alle categorie sopraccitate, vide un aumento delle tasse e delle quote obbligatorie di consegna dei prodotti, con il risultato che, col tempo, anche l'agricoltura di sussistenza divenne impossibile. Molti contadini uccisero il proprio bestiame e si trasferirono nelle città. Nel 1948 le kolchoz potevano dirsi una realtà ormai affermata e attive a pieno regime pure dopo le deportazioni del marzo 1949: alla fine dell'anno, il 93% delle aziende agricole fu collettivizzato.
Il settore primario non risentì di particolari benefici derivanti dalla collettivizzazione, anche perché chi seminava doveva farlo secondo precise regole statali e non in base alle condizioni di raccolta effettive. I contadini non venivano pagati quasi nulla per i loro prodotti, preferendo il sistema stalinista dare la priorità all'industria pesante e alle esigenze belliche. La produzione di cereali in Lettonia crollò da 1,37 milioni di tonnellate nel 1940 a 0,73 nel 1950 e 0,43 nel 1956. Solo nel 1965 la Lettonia raggiunse i livelli di produzione di carne e latticini del 1940.

#### Amministrazione russa
Durante i primi anni del dopoguerra, una lente d'ingrandimento più vicina di Mosca venne posta dall'Ufficio speciale del Comitato centrale del PCUS, guidato da Mikhail Suslov. Per garantire il controllo totale sul partito comunista locale, fu un russo, Ivan Lebedev, a venire eletto come secondo segretario, avviando una tradizione continuata fino alla fine dell'epoca sovietica. La mancanza di quadri locali politicamente affidabili significava che i sovietici collocavano sempre più i russi in posizioni di spicco nel partito e nell'esecutivo. Molti comunisti lettoni di origine russa sopravvissuti alla cosiddetta "operazione lettone" del 1937-1938 durante le grandi purghe furono rimandati nella patria dei loro genitori. La maggior parte dei sovietici nominati in ruoli chiave in campo politico e amministrativo non parlava il lettone, con il risultato che una fetta sempre maggiore della popolazione avvertisse un senso di rigetto. Nel 1953 il Partito comunista lettone contava 42.000 membri, metà dei quali erano lettoni.
Per sostituire le perdite demografiche dovute alla seconda guerra mondiale, a chi era riuscito a fuggire in Occidente e alle deportazioni e per attuare un ampio programma di industrializzazione, fu incentivato il trasferimento di centinaia di migliaia di russi in Lettonia. Tale evento si verificò in concomitanza con l'adozione di politiche di russificazione, come evince dalla limitazione dell'uso del lettone e delle minoranze linguistiche (tra cui, ad esempio, il livone). Inoltre, il ruolo di guida e punto di riferimento del popolo russo nel corso della storia lettone risultò fortemente sottolineato nei libri scolastici, nelle arti e nella letteratura. I poeti, scrittori e pittori attivi in epoca sovietica dovettero adattarsi, se volevano proseguire la propria attività, ai rigidi canoni del realismo socialista e vivere nel costante timore di essere accusati di qualche "errore ideologico" che potesse portare al divieto di pubblicazione o addirittura all'arresto.

### Il periodo del comunismo nazionalista (1953-1959)
Durante il breve mandato di Lavrentij Berija nel 1953, fu introdotta la politica di assegnare più potere ai comunisti locali e di rispettare le lingue locali. Altre libertà vennero concesse dopo la destalinizzazione del 1956 e circa 30.000 sopravvissuti alle deportazioni sovietiche iniziarono a tornare in Lettonia: ad ogni modo, a chi apparteneva a questa categoria venne impedito di svolgere determinate professioni o di tornare nelle vecchie abitazioni.
Subito dopo la morte di Stalin, il numero di lettoni nel partito comunista cominciò ad aumentare. A seguito di tale evento, questi diedero il via a un programma incentrato sulla fine dell'afflusso di immigrati di lingua russa, sulla cessazione di politiche di sostegno all'industria pesante a favore invece di industrie leggere più vicine ai bisogni locali e, in terzo luogo, su una rivisitazione del ruolo dei comunisti nati localmente, imponendo la lingua lettone come lingua di stato. A farsi portavoce di queste idee fu Eduards Berklavs, nel 1957 vicepresidente del Consiglio dei ministri. Particolarmente significativo risultò l'introduzione di un provvedimento in virtù del quale i comunisti non lettoni avrebbero dovuto imparare un livello basilare di lettone entro due anni o perdere il lavoro.
Ostili a tali politiche risultarono i comunisti lettoni di origine russa nati da genitori lettoni in Russia o nell'Unione Sovietica, tornati in Lettonia solo dopo la seconda guerra mondiale: tale gruppo etnico evitava di esprimersi in lettone in pubblico e le rivendicazioni di questi vennero appoggiate dal corpo degli ufficiali più influenti del Distretto militare baltico.
Nel 1958 la legge sovietica sull'istruzione rese l'apprendimento delle lingue nazionali volontario, di fatto ponendo fine all'interesse russo per la sfera scolastica.
Nell'aprile 1959 una delegazione di accertamento dei fatti del Comitato centrale sovietico visitò Riga. Durante la visita di Nikita Chruščëv a Riga nel giugno 1959, alcuni esponenti più intransigenti si lamentarono delle tendenze nazionaliste nel Partito i quali, con il placet di Mosca, avevano avviato epurazioni dei comunisti nazionali e dei comunisti locali al potere dal 1940. Nel novembre 1959 il lungo mandato del primo segretario del partito Kalnbērziņš e del primo ministro Vilis Lācis cessò a seguito delle loro dimissioni. Durante i tre anni successivi, la frangia maggiormente intransigente che aveva assunto il potere risultò responsabile del licenziamento di circa 2000 comunisti nazionali, relegati a incarichi di basso spessore in campagna o in Russia.
Il cambiamento, oltre che politico, fu anche demografico: dal primo censimento del dopoguerra, eseguito nel 1959, evince che il numero di lettoni rispetto al 1935 era sceso di 170.000 persone, mentre i russi era saliti di 388.000, i bielorussi di 35.000 e gli ucraini di 28.000.
Poiché la Lettonia disponeva di una rete infrastrutturale tutto sommata ben sviluppata e di specialisti istruiti, a Mosca fu deciso che parte della manifattura più avanzata dell'Unione Sovietica avrebbe dovuto avere sede in Lettonia. Su verificò così una nuova ventata per il mondo industriale, con l'installazione - tra le varie - di un'importante fabbrica di macchinari RAF e fabbriche elettrotecniche, nonché alcuni impianti di lavorazione del petrolio e del cibo. Le trasmissioni televisive da Riga iniziarono ad essere diffuse nel 1954, le prime in assoluto nei Paesi Baltici.

## Mandato di Pel'še, 1959-1966

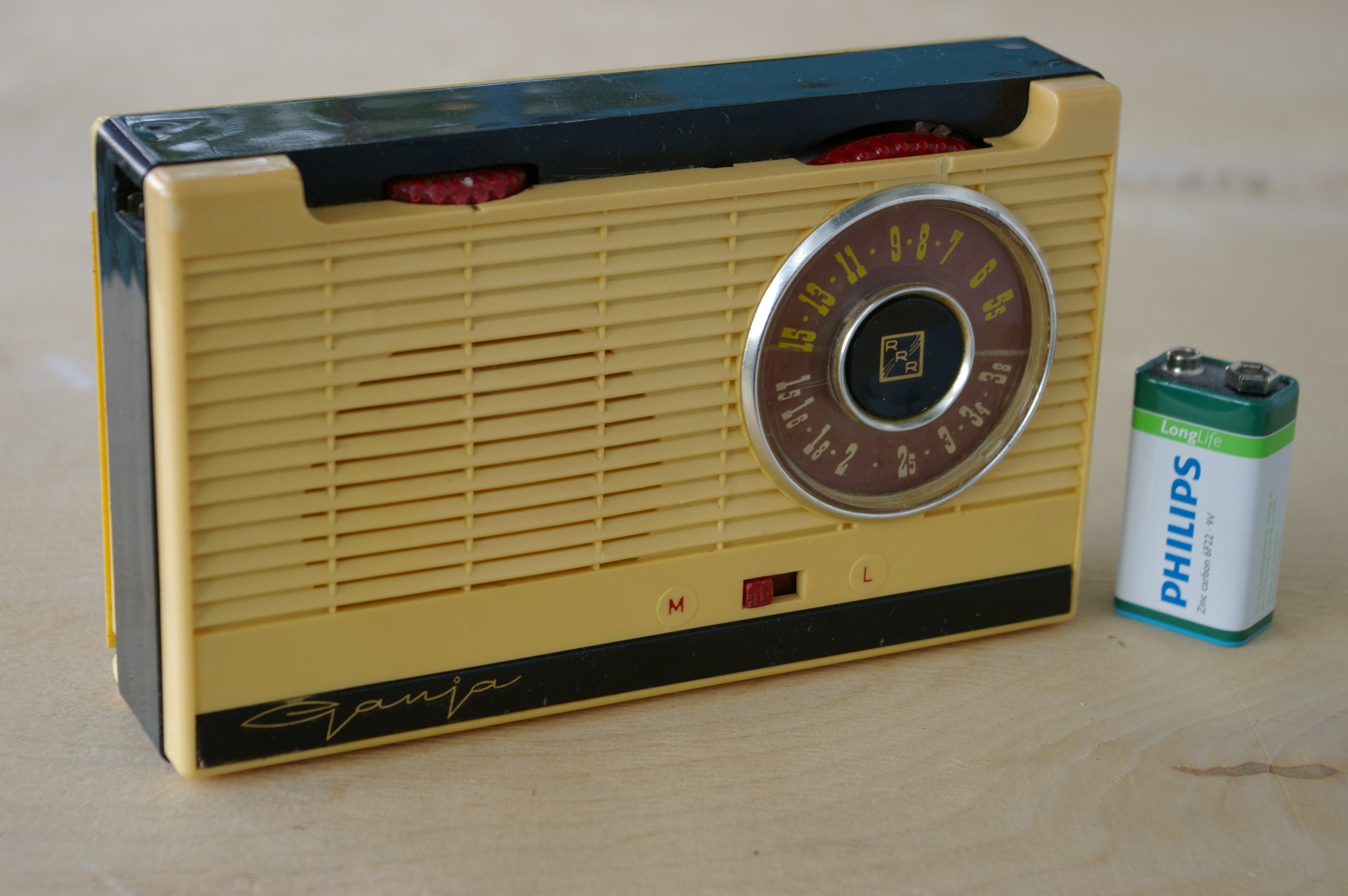
Radio portatile Gauja, 1961

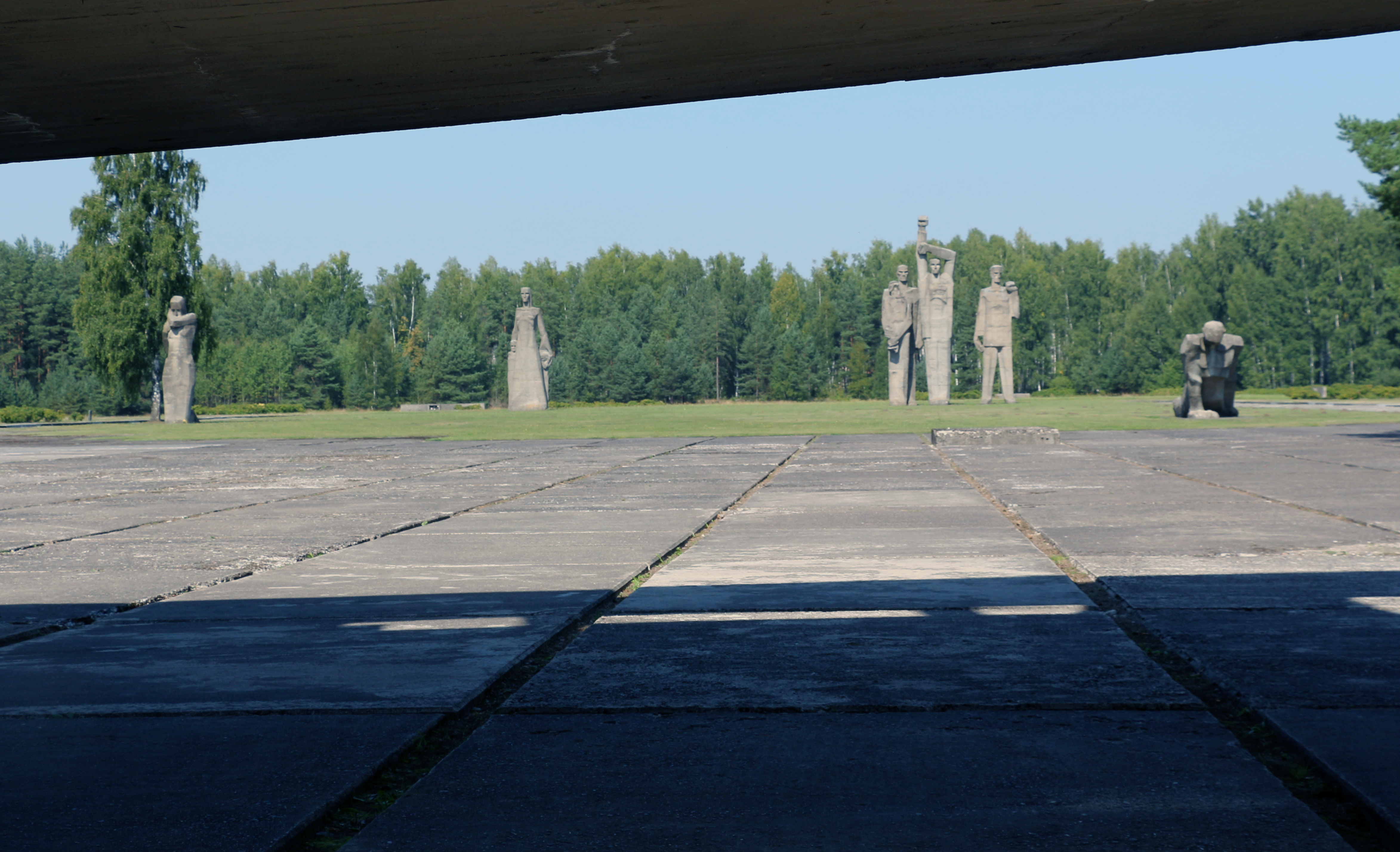
Monumenti commemorativi della prigione della polizia di Salaspils, inaugurati nel 1967

Durante il 1959-1962 i principali comunisti nazionalisti lettoni furono epurati quando Arvid Pel'še impose il suo potere. Per quasi 30 anni il Partito Comunista e il governo erano stati guidati da conservatori lettoni di etnia russa.
Il marxista ortodosso di Pel'še è spesso ricordato per il divieto ufficiale nel 1961 delle celebrazioni jāņi nel solstizio d'estate e per la cancellazione di altre tradizioni e costumi popolari nazionali. Il politico seguì lo schema dell'obbedienza totale a Mosca e aumentò la russificazione della Lettonia, in particolare nella capitale Riga.
Tra il 1959 e il 1968 quasi 130.000 madrelingua russi emigrarono in Lettonia e cominciarono a lavorare nel settore manifatturiero: a chi si fosse trasferito, veniva garantito un appartamento nei micro distretti di nuova costruzione nelle diverse città. Ben presto, prese forma un modello industriale per cui operavano decine di migliaia di immigrati giunti di recente e completamente dipendenti dalle risorse delle lontane regioni sovietiche; i prodotti finiti finivano perlopiù in altre repubbliche sovietiche. I nuovi impianti erano sotto la gestione del ministero di tutta l'Unione e dell'amministrazione militare, operando così al di fuori dell'economia pianificata della Lettonia sovietica. Gli stabilimenti della VEF (Valsts elektrotehniskā fabrika, Industria elettrotecnica statale) e della Radiotehnika della Lettonia si specializzarono nella produzione di radio, telefoni e sistemi audio. La maggior parte dei vagoni ferroviari sovietici venivano prodotti dalla Rīgas Vagonbūves Rūpnīca, mentre i minibus dalla Rīgas Autobusu Fabrika.
Nel 1962 Riga iniziò a ricevere gas russo per esigenze industriali e riscaldamento domestico. Ciò permise l'inizio della costruzione su larga scala di nuovi quartieri cittadini e grattacieli. Nel 1965 la centrale idroelettrica di Pļaviņas iniziò a produrre elettricità.

## Mandato di Voss, 1966-1984

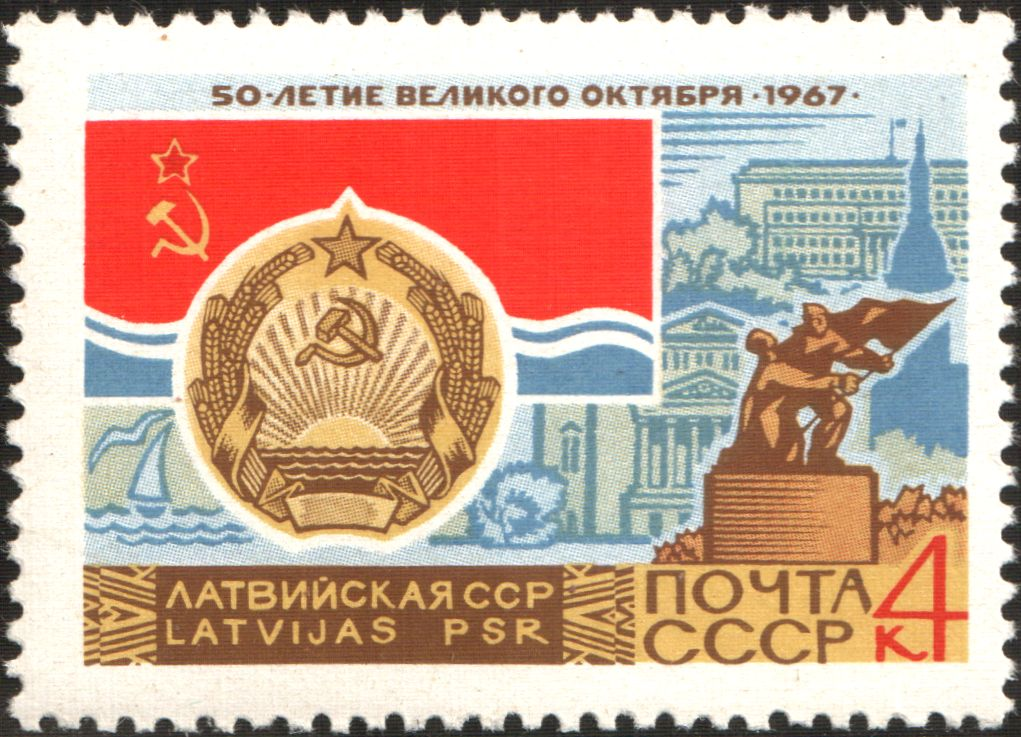
Francobollo sovietico del 1967 in onore del 50º anniversario della Rivoluzione d'ottobre
Francobollo sovietico che celebra i 40 anni della RSS Lettone
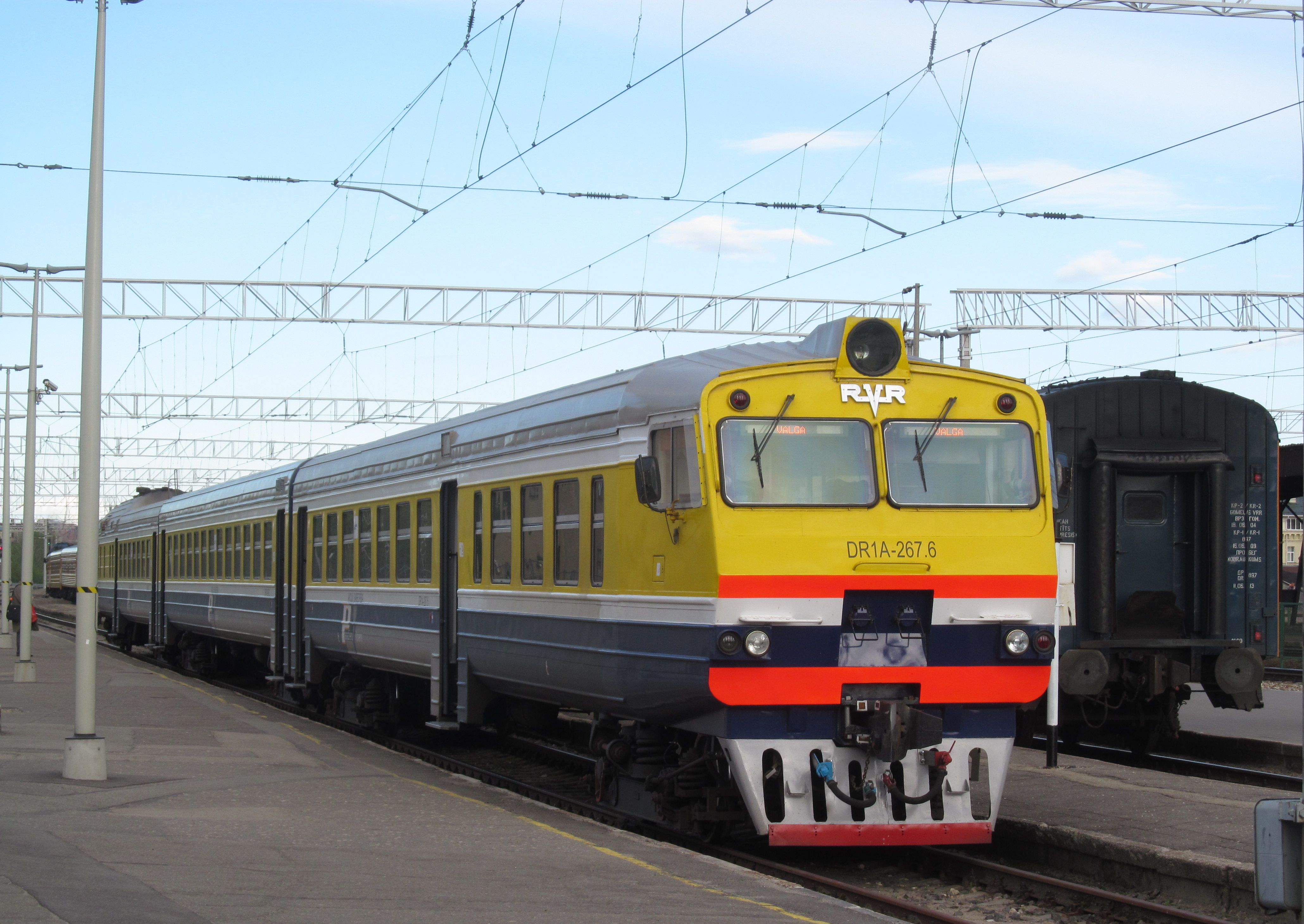
Treno costruito dalla RVR
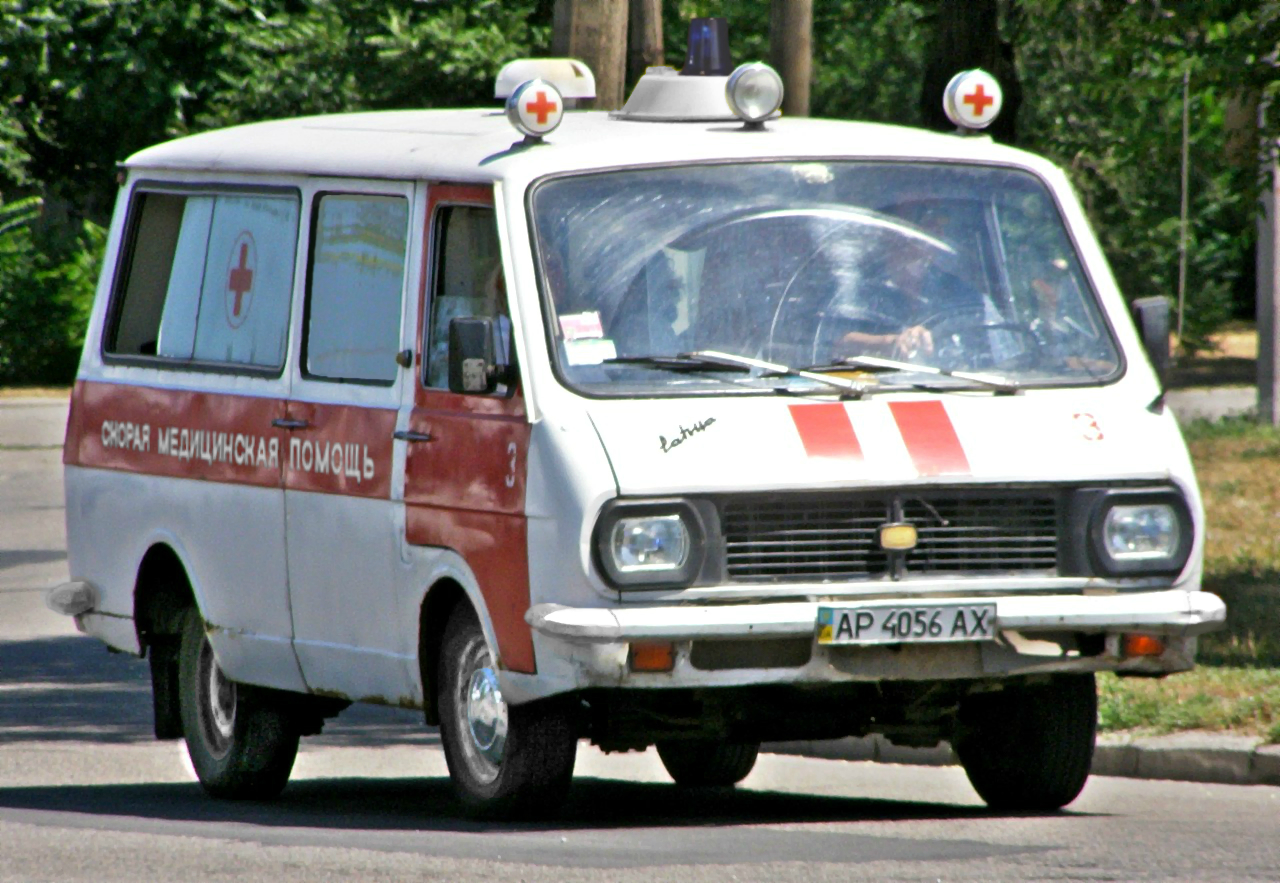
L'iconico minibus della RAF
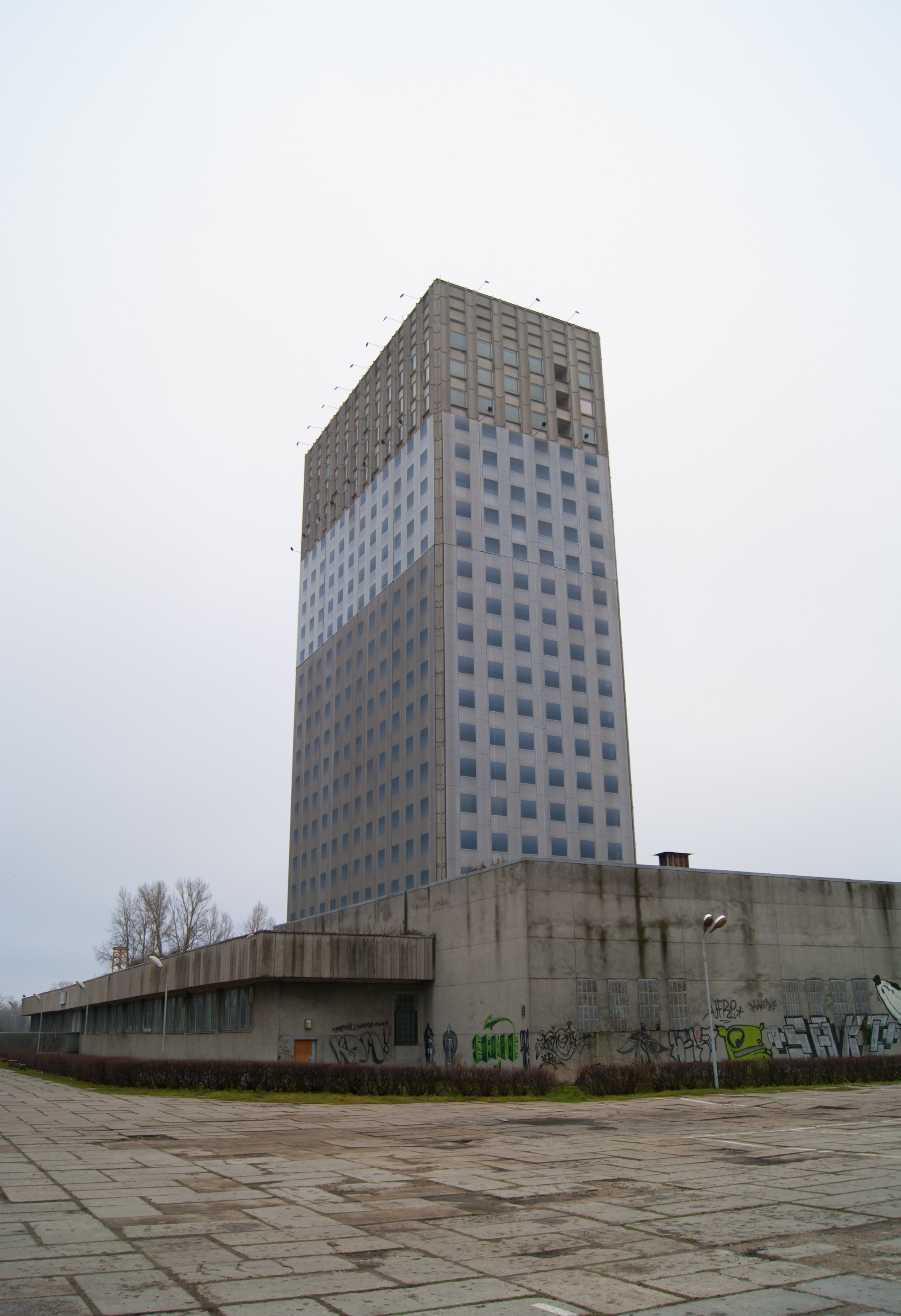
La Casa della Stampa abbandonata
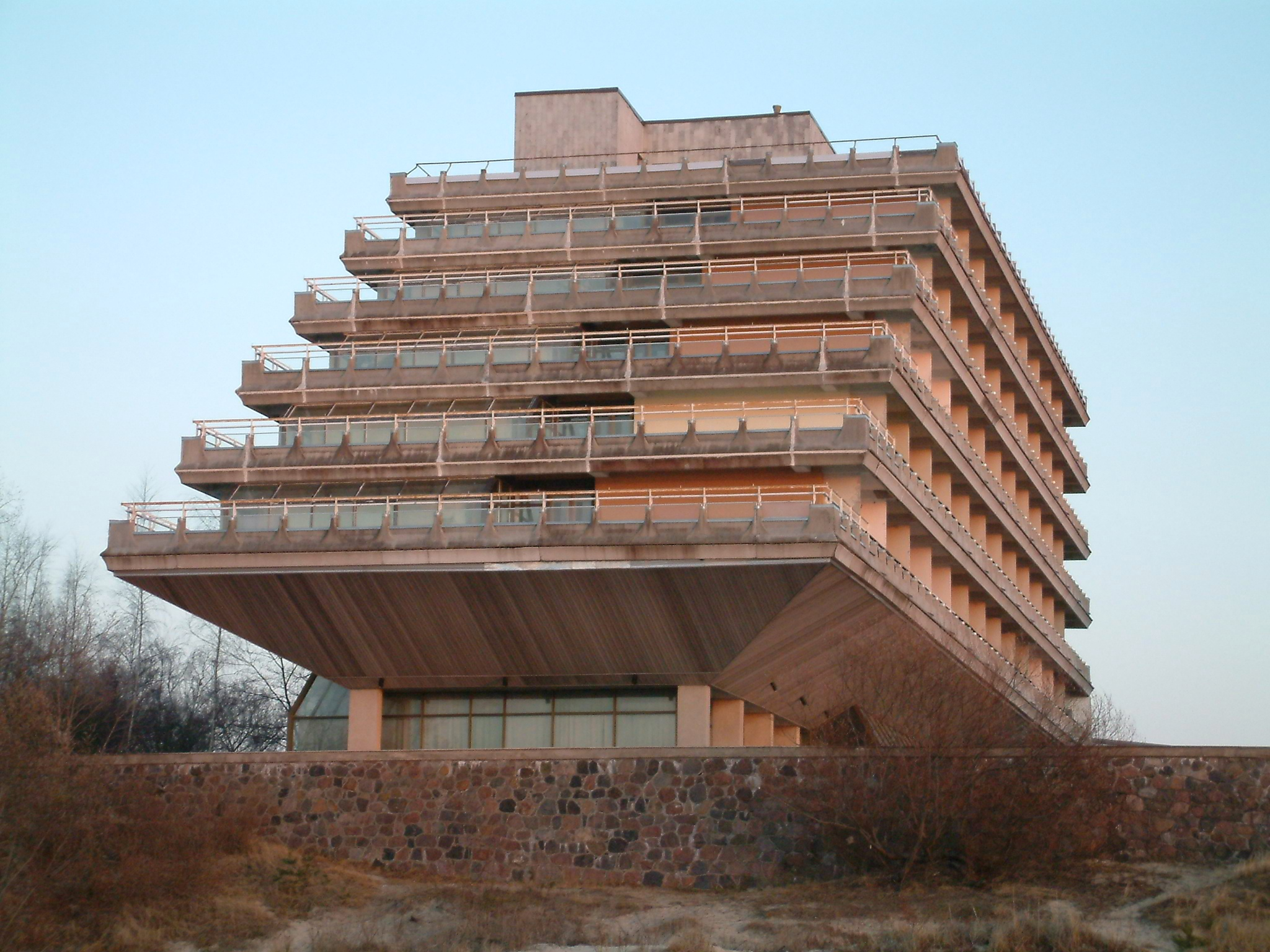
Sanatorio della nomenklatura sovietica a Jūrmala

La fase di ricrescita economica cessò nel periodo della stagnazione, quando Leonid Brežnev era a capo dell'URSS. Poiché non c'erano abbastanza persone per gestire le fabbriche di nuova costruzione e per espandere la produzione industriale, ulteriori lavoratori stranieri giunsero nella RSS Lettone (principalmente russi), riducendo notevolmente la proporzione di lettoni etnici. Il processo di russificazione fu influenzato altresì dal fatto che Riga era il quartier generale del Distretto militare baltico: migliaia di ufficiali attivi o in pensione si trasferirono in loco.
L'aumento degli investimenti e dei sussidi per le fattorie collettive migliorò notevolmente il tenore di vita della popolazione rurale senza aumentare però molto la produzione. La maggior parte dei prodotti della fattoria era ancora coltivata nei piccoli appezzamenti privati e, per ridurre questo fenomeno, si cercò di incentivare il trasferimento in insediamenti di dimensione più grande in cui erano disponibili immobili di recente realizzazione.
Mentre con Voss procedeva con la campagna di modernizzazione degli anni '60, a metà degli anni '70 si verificò una palpabile stagnazione. Ci vollero svariati anni per completare edifici di prestigio quali un imponente grattacielo a Riga, l'hotel Latvija e il Ministero dell'Agricoltura. Altrettanto lenta risultò la realizzazione dell'aeroporto internazionale e del ponte Vanšu sul Daugava.
Il modello ideologico instauratosi fu quello del "vivi e lascia vivere". Al di là dimostrazioni pubbliche di sostegno entusiastico al regime sovietico richieste negli anniversari rivoluzionari, la Lettonia viveva problemi sociali quali la proliferazione del mercato nero, dell'assenteismo e dell'alcolismo. La carenza di cibo e di beni di consumo divenne la normalità. Per quanto riguarda invece la vita culturale, nel mondo della musica primeggiò Raimonds Pauls, nelle commedie storiche si impose il Riga Film Studio e pure le giornate della poesia divennero col tempo estremamente popolari.

## Mandato di Pugo, 1984-1988

### Risveglio nazionale, 1985-1990
Nella seconda metà degli anni '80, il leader sovietico Michail Gorbačëv, resosi conto della difficile condizione del Paese, mise in atto riforme politiche ed economiche quali la glasnost' e la perestrojka. Nell'estate del 1987 a Riga si tennero grandi manifestazioni presso il Monumento alla Libertà, simbolo dell'indipendenza nazionale. Nell'estate del 1988 nacque un movimento nazionale noto come Fronte Popolare Lettone. La RSS Lettone, così come quella Lituana e quella Estone, ricevette maggiore autonomia e nel 1988 fu legalizzata la vecchia bandiera nazionale della Lettonia, la quale rimpiazzò presto quella lettone sovietica, non più ufficiale dal 1990. I candidati pro-indipendentisti del Fronte popolare lettone ottennero una maggioranza di due terzi nel Consiglio supremo nelle elezioni democratiche del marzo 1990.

## Fasi della dissoluzione (1990-1991)

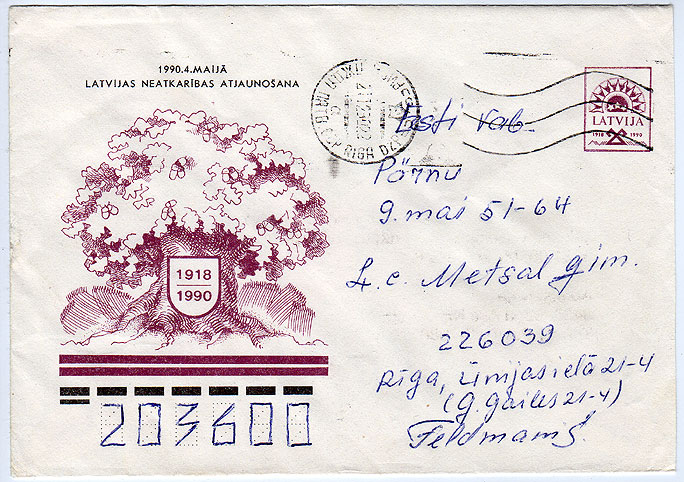
Cancelleria lettone emessa per commemorare il ripristino dell'indipendenza della Repubblica di Lettonia: una busta da 5 copechi senza valore nominale

Bandiera della Repubblica di Lettonia (1990-1991)

Il 4 maggio 1990 il Consiglio approvò la dichiarazione "Sul ripristino dell'indipendenza della Repubblica di Lettonia", in cui si affermava l'assenza di valore legale l'annessione sovietica e annunciò l'inizio di un percorso di transizione finalizzato all'indipendenza. In merito agli eventi accaduti nel 1940, in particolare, si affermava che l'occupazione violava il diritto internazionale e che la procedura di risoluzione adottata qualche mese dopo per annettere la Lettonia all'URSS era da considerarsi invalida, poiché la costituzione lettone del 1922 stabiliva che un mutamento simile dell'equilibrio statale andasse sottoposto a referendum. In ogni caso, la dichiarazione affermava che le elezioni del 1940 si erano svolte sulla base di una legge elettorale incostituzionale, che rendeva ipso facto nulle tutte le azioni dei "Saeimas del Popolo". Su queste basi, il Consiglio Supremo sosteneva che la Repubblica di Lettonia, come proclamata nel 1918, esisteva ancora legalmente anche se la sua sovranità era stata de facto persa nel 1940.
La Lettonia ritenne di non aver bisogno di seguire il processo di secessione delineato nella costituzione sovietica, sostenendo che, poiché l'annessione era illegale e incostituzionale, si trattava semplicemente di riaffermare un'indipendenza ancora esistente ai sensi del diritto internazionale. Ciononostante, Mosca continuò a considerare la Lettonia come una repubblica sovietica nel 1990-1991. Nel gennaio 1991, le forze politiche e militari sovietiche tentarono senza successo di rovesciare le autorità della Repubblica di Lettonia occupando la casa editrice centrale di Riga e istituendo un Comitato di salvezza nazionale per usurpare le funzioni governative. Durante il periodo di transizione Mosca mantenne molte autorità statali sovietiche centrali in Lettonia. Il 3 marzo 1991, il 63% di tutti i residenti lettoni confermò di essere favorevole all'indipendenza in un referendum consultivo non vincolante, compreso un gran numero di cittadini di etnia russa. La Repubblica di Lettonia dichiarò la fine del periodo di transizione e il ripristino della piena indipendenza il 21 agosto 1991, all'indomani del fallito colpo di stato in Russia (il cosiddetto putsch di agosto). La Lettonia, così come la Lituania e l'Estonia de facto cessarono di essere parte dell'URSS quattro mesi prima che la stessa Unione Sovietica si dissolse (26 dicembre 1991). Presto, il 6 settembre, l'indipendenza dei tre stati baltici fu riconosciuta dall'URSS: essi portano ancora avanti l'idea della continuità legale, ovvero il principio secondo cui gli stati furono sovrani dal 1918 al 1940 senza avere alcun legame con le RSS che si costituirono nei periodi 1940-1941 e 1944-1991. Dall'indipendenza, il Partito Comunista della RSS lettone venne meno e un certo numero di funzionari di alto rango fu sotto indagine in virtù del ruolo attivo o omissivo in varie violazioni dei diritti umani avvenute sul suolo lettone. La Lettonia è successivamente entrata a far parte della NATO e dell'Unione europea nel 2004.

## Economia
Il periodo sovietico coincise con la ricostruzione e l'aumento della capacità industriale, tra cui meritano di essere segnalate le case automobilistiche (RAF) e gli impianti elettrotecnici (VEF), l'industria alimentare, gli oleodotti e le raffinerie di petrolio presso Ventspils.
Tra gli innumerevoli provvedimenti introdotti nella RSS Lettone, rientrò l'introduzione della lingua russa in tutte le sfere della vita pubblica, tanto da diventare un prerequisito per l'ammissione all'istruzione superiore e le migliori occupazioni. Inoltre il suo studio divenne obbligatorio in tutte le scuole lettoni. Il notevole afflusso da est di cittadini che giungevano per lavorare nelle fabbriche da poco operative accelerò il processo di russificazione nelle città più grandi fino agli anni '80.
Il reddito nazionale pro capite era più alto in Lettonia che altrove nell'URSS (42% in più rispetto alla media sovietica nel 1968); tuttavia la Lettonia contribuiva allo stesso tempo in maniera assolutamente bassa (0,5%) al PIL di Mosca. Dopo la dissoluzione dell'Unione Sovietica, crollarono anche tutti i rami dell'economia ad essa associati. Mentre una significativa presenza russa in Letgallia era antecedente all'Unione Sovietica (circa 30%), l'intensa industrializzazione e la pesante importazione di manodopera dall'Unione Sovietica per sostenerla, condussero ad aumenti significativi della minoranza russa a Riga, tanto che in alcuni periodi i lettoni erano la minoranza in centri quali Daugavpils, Rēzekne e Ogre. Si sarebbe trattato anche delle aree più colpite economicamente dopo il 1990, come evince dalla massiccia disoccupazione che ne seguì. Il forte disaccordo con la Russia sull'eredità dell'era sovietica portò a misure economiche punitive da parte della Russia, inclusa la cessazione del commercio di transito quando la Russia tagliò le esportazioni di petrolio attraverso Ventspils nel 2003 (troncando il 99% delle sue spedizioni) dopo che il governo della Lettonia si rifiutò di vendere il porto petrolifero alla compagnia petrolifera statale russa Transneft. Dopo vari tentativi di disgelo, ad oggi solo una fetta dell'economia lettone dipende dalla Russia, soprattutto dopo l'adesione all'UE.
Nel 2016, un comitato di storici ed economisti ha pubblicato un rapporto intitolato "L'industria lettone prima e dopo la restaurazione dell'indipendenza" stimando il costo complessivo dell'occupazione sovietica negli anni 1940-1990 a 185 miliardi di euro, senza contare i costi non quantificabili delle "deportazioni e della politica di reclusione" delle autorità sovietiche.

## L'Armata Rossa sul suolo lettone

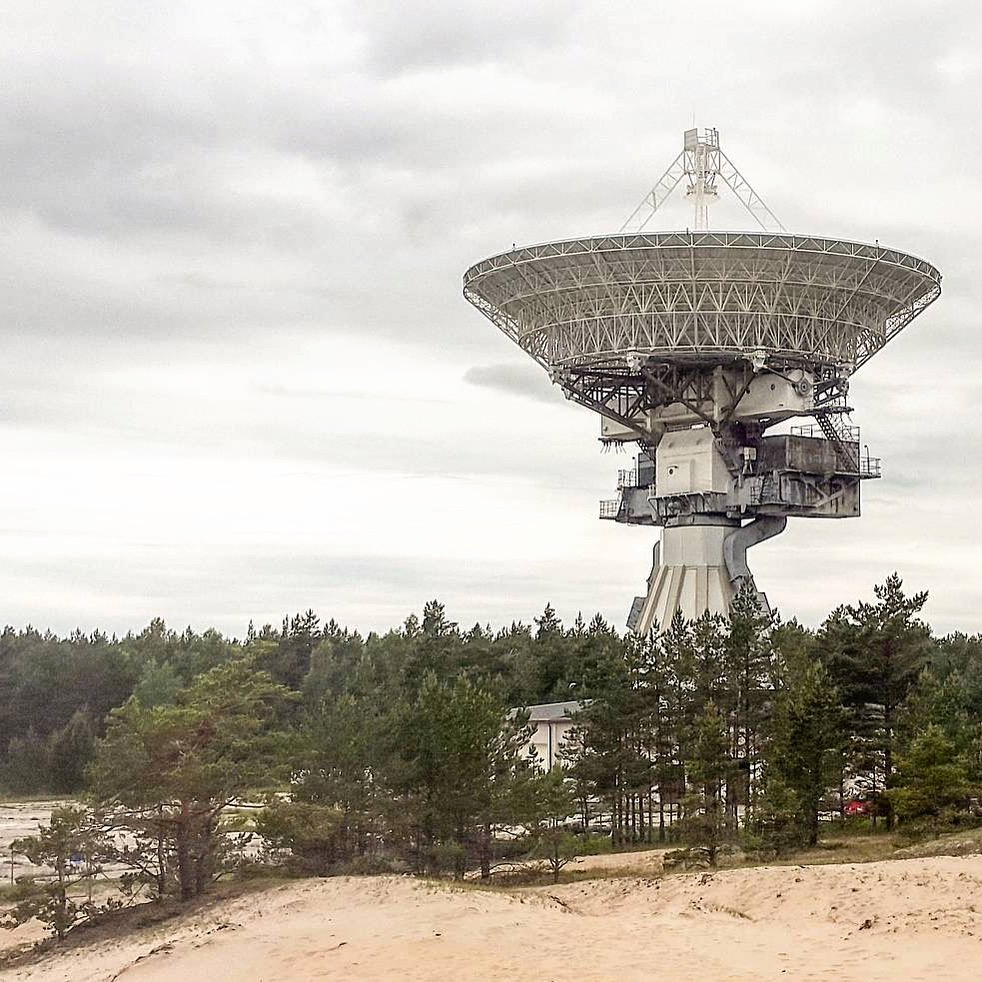
Il Centro Radio Astronomico internazionale di Ventspils

L'esercito sovietico mise piede sul suolo lettone per la seconda volta (la prima avvenne nel biennio 1918-1920) nell'ottobre del 1939, quando ricevette il places ad installarsi in basi militari localizzate in Curlandia: fu in quel momento che 25.000 soldati circa e un numero imprecisato di mezzi aerei, carri armati e supporto di artiglieria giunsero nella regione. Alla marina sovietica fu permesso di usufruire dei porti di Ventspils e Liepāja. Oltre ai soldati, si stabilirono altresì i familiari degli ufficiali e operai edili addetti alla manutenzione delle strutture.
Durante il primo anno del periodo sovietico, si avviò la costruzione dei nuovi aeroporti militari, spesso con il coinvolgimento la popolazione locale come manodopera gratuita. La marina sovietica assunse il presidio porti marittimi e cantieri navali e molte centinaia di ufficiali sovietici furono trasferiti in appartamenti e case di recente realizzazione. Gli alloggi più grandi vennero ulteriormente suddivisi per creare appartamenti comuni.
Dopo il 1944, la Lettonia e Riga risultarono pesantemente militarizzate. I soldati e gli ufficiali smobilitati scelsero di trasferirsi a Riga, causando gravi carenze di alloggi. Gran parte delle strutture messe in piedi nei primi anni del dopoguerra fu destinata ai soli ufficiali sovietici di stanza nella capitale.
L'intera costa curlandese sul Mar Baltico divenne una zona di confine sovietica con limitata libertà di movimento per gli abitanti locali e chiusa agli estranei. Le spiagge erano illuminate dai riflettori e arate, per mostrare eventuali impronte. I vecchi villaggi di pescatori in Livonia divennero zone militari chiuse ai non addetto, con il risultato che i pescatori furono trasferiti in città più grandi (ad esempio Roja e Kolka). La minoranza livone cessò quasi del tutto di avere una propria vita culturale. La costa livoniana divenne testimone della realizzazione di strutture segrete, come il radiotelescopio di Irbene. Il porto di Liepāja fu disseminato di sottomarini arrugginiti e spiagge con fosforo inesploso.
Entro la metà degli anni '80, oltre ai 350.000 soldati del Distretto militare baltico, un numero imprecisato di truppe del ministero degli interni e del confine si spostò nei paesi baltici. Nel 1994 le truppe russe in partenza presentarono un elenco di oltre 3.000 unità militari stazionate in 700 siti che occupavano più di 120.000 ettari (circa il 10% del territorio lettone).
Oltre al personale militare attivo, Riga acquisì popolarità come meta degli ufficiali sovietici in pensione, i quali optarono per città più piccole rispetto a Mosca o a Kiev. Per accelerare il ritiro dell'esercito russo, la Lettonia accettò ufficialmente di consentire a 20.000 ufficiali sovietici in pensione e alle loro famiglie (fino a 50.000 persone) di rimanere in Lettonia senza concedere loro la cittadinanza: la Russia continua a pagare loro le pensioni.
L'addestramento militare veniva fornito dalla Scuola politica militare superiore di Riga e dalla Scuola di ingegneria dell'aviazione militare superiore di Riga.

## Status internazionale
La Corte europea dei diritti dell'uomo, il governo della Lettonia, il Dipartimento di Stato degli Stati Uniti d'America, il Consiglio per i diritti umani delle Nazioni Unite e l'Unione europea considerano l'annessione da parte dell'URSS nel 1940 alla stregua di un'occupazione in base alle disposizioni del patto Molotov-Ribbentrop del 1939. Il Parlamento europeo, riconoscendo come illegittima l'occupazione degli Stati baltici dal 1940 fino allo scioglimento dell'Unione Sovietica, ha portato alla rapida accettazione degli Stati baltici nella NATO.

### Fonti sovietiche antecedenti alla perestrojka
Fino alla rivalutazione della storia sovietica iniziata durante la Perestrojka, che portò alla condanna ufficiale del protocollo segreto del 1939 da parte del governo sovietico, la posizione sovietica sugli eventi del 1939-1940 è riassunta come segue.
Il governo dell'Unione Sovietica ha suggerito al governo della Repubblica di Lettonia di concludere un trattato di mutua assistenza tra i due paesi. Le pressioni dei lavoratori lettoni hanno costretto il governo lettone ad accettare questa offerta. È stato firmato un Patto di mutua assistenza che consente all'URSS di stazionare un numero limitato di unità dell'Armata Rossa in Lettonia. Difficoltà economiche, insoddisfazione delle politiche del governo lettone "che avevano sabotato l'adempimento del Patto e del governo lettone" e l'orientamento politico filo-nazista hanno portato allo scoppio di una rivoluzione culminata nel giugno del 1940. Per garantire l'adempimento del Patto, hanno fatto il loro ingresso ulteriori unità militari sovietiche Lettonia, accolte dai lavoratori lettoni che hanno chiesto a gran voce le dimissioni del governo lettone capitalista e del suo leader fascista, Kārlis Ulmanis. Lo stesso giugno, sotto la guida del Partito comunista lettone, i lavoratori lettoni hanno tenuto manifestazioni e quel giorno è stato rovesciato il governo fascista e si è formato un governo popolare. Poco dopo, nel luglio del 1940, si sono svolte le elezioni per il parlamento lettone. L'"Unione dei lavoratori", creata su iniziativa del Partito comunista lettone, ricevette la stragrande maggioranza dei voti. Il Parlamento si è espresso a favore del ripristino del potere sovietico in Lettonia e ha proclamato la Repubblica Socialista Sovietica Lettone. Il parlamento ha in seguito esplicato il desiderio della Lettonia di aderire liberamente e volentieri all'URSS, adottando una risoluzione in tal senso. Tale richiesta fu approvata dal Soviet Supremo dell'URSS e la Lettonia divenne una repubblica costituente dell'URSS.

### Posizione attuale del governo russo
Il governo e gli ufficiali russi sostengono che l'annessione sovietica degli stati baltici fosse legittima e che l'Unione Sovietica abbia liberato i paesi dai nazisti. Inoltre, affermano che Mosca agì in risposta alle politiche filo-tedesche adottate dai tre stati baltici che derivavano da presunti colloqui segreti condotti dai governi di questi stati con il governo nazista; il successivo ingresso di ulteriori truppe sovietiche nei paesi baltici nel 1940 avvenne seguendo gli accordi e con il consenso degli allora governi delle repubbliche baltiche. Stando a tale versione, quanto ricostruito dalla storiografia ufficiale sovietica continua a riproporsi senza emendamenti significativi. Inoltre, poiché l'URSS non era in stato di guerra e non stava conducendo alcuna attività di combattimento sul territorio dei tre Stati baltici, il termine "occupazione" non può essere utilizzato. Il ministero degli Esteri russo ha dichiarato che "Le affermazioni sull'"occupazione "da parte dell'Unione Sovietica e le relative deduzioni ignorano tutte le realtà legali, storiche e politiche e sono dunque da considerarsi del tutto infondate".